# Lirim R. Kastrati
Lirim R. Kastrati (ur. 2 lutego 1999 w  Turjakë) – kosowski piłkarz, występujący na pozycji obrońcy. Od 2017 reprezentant Kosowa.

## Kariera klubowa

### Wczesna kariera
23 lipca 2018 podpisał trzyletni kontrakt z klubem Campionato Primavera 2 Bologna. 15 września 2018 zadebiutował w zremisowanym 1:1 domowym meczu przeciwko SPAL, po tym, jak został włączony do wyjściowego składu. 22 lipca 2020 podpisał czteroletni kontrakt z węgierskim klubem Újpest FC, otrzymał numer na koszulce 62. Po raz pierwszy w zespole wystąpił 23 sierpnia 2020 przeciwko Budafoki MTE, mecz zakończył się remisem 1:1, a Kastrati zanotował asystę.

### Widzew Łódź
28 stycznia 2024 podpisał dwuletni kontrakt z występującym w Ekstraklasie klubem Widzew Łódź. Zadebiutował 11 lutego 2024, meczem Widzew Łódź – Jagiellonia Białystok (na boisku od 79. minuty, wynik 1:3). 31 maja 2025 jego kontrakt z Widzewem został rozwiązany za porozumieniem stron.

## Sukcesy
AS Roma U-17
- mistrzostwo Włoch: 2014/15
- Superpuchar Włoch: 2015

Bologna FC U-21
- Torneo di Viareggio: 2019
- Superpuchar Włoch Primavera 2: 2019

Újpest FC
- Puchar Węgier: 2020/21